# 700 Auravictrix
700 Auravictrix eller 1910 KE är en asteroid i huvudbältet, som upptäcktes 5 juni 1910 av den tyske astronomen Joseph Helffrich i Heidelberg. Den är uppkallad efter det latinska ordet Auravictrix, vilket betyder segra mot vinden.
Asteroiden har en diameter på ungefär 16 kilometer och den tillhör asteroidgruppen Flora